# Stangea rhizantha
Stangea rhizantha là một loài thực vật có hoa trong họ Kim ngân. Loài này được (A. Gray) Killip miêu tả khoa học đầu tiên năm 1937.